# Baltische Badmintonmeisterschaft 1998
Die Baltische Badmintonmeisterschaft 1998 fand Ende September 1998 in Lettland statt.

## Sieger und Platzierte
| Disziplin    | Gold                                     | Silber                        | Bronze                             |
| ------------ | ---------------------------------------- | ----------------------------- | ---------------------------------- |
| Herreneinzel | Robert Liljequist                        | Aivaras Kvedarauskas          | Heiki Sorge                        |
| Herreneinzel | Robert Liljequist                        | Aivaras Kvedarauskas          | Meelis Maiste                      |
| Dameneinzel  | Kati Kraaving                            | Piret Hamer                   | Kairi Saks                         |
| Dameneinzel  | Kati Kraaving                            | Piret Hamer                   | Neringa Karosaitė                  |
| Herrendoppel | Gediminas Andrikonis Dainius Mikalauskas | Mārtiņš Kažemaks Eduards Loze | Yoni Azran Nir Yusim               |
| Herrendoppel | Gediminas Andrikonis Dainius Mikalauskas | Mārtiņš Kažemaks Eduards Loze | Meelis Maiste Heiki Sorge          |
| Damendoppel  | Eve Jugandi Kairi Saks                   | Kati Kraaving Kelli Vilu      | Erika Milikauskaitė Ugnė Urbonaitė |
| Damendoppel  | Eve Jugandi Kairi Saks                   | Kati Kraaving Kelli Vilu      | Helen Reino Evelin Vilkmann        |
| Mixed        | Aivaras Kvedarauskas Neringa Karosaitė   | Meelis Maiste Kairi Saks      | Peeter Randvali Eve Jugandi        |
| Mixed        | Aivaras Kvedarauskas Neringa Karosaitė   | Meelis Maiste Kairi Saks      | Eduards Loze Kristīne Šefere       |